# Enicospilus xuthus
Enicospilus xuthus là một loài tò vò trong họ Ichneumonidae.